# Пијажеова теорија когнитивног развоја
Пијажеова теорија когнитивног развоја, или његова генетска епистемологија, је свеобухватна теорија о природи и развоју људске интелигенције. Створио ју је швајцарски развојни психолог Жан Пијаже (1896–1980). Теорија се бави природом самог знања и начином на који људи постепено стичу, конструишу и користе. Пијажеова теорија је углавном позната као теорија развојне фазе.
Године 1919, док је радио у Лабораторијској школи Алфред Бинеа у Паризу, Пијажеа је „заинтригирала чињеница да су деца различитог узраста правила различите врсте грешака док су решавала проблеме“. Његово искуство и запажања у Лабораторији Алфред Бинеа били су почеци његове теорије когнитивног развоја.
Веровао је да деца различитог узраста праве различите грешке због „квалитета пре него квантитета” своје интелигенције. Пијаже је предложио четири фазе да опише развојни процес деце: сензомоторни стадијум, преоперациона фаза, конкретна оперативна фаза и формална оперативна фаза. Свака фаза описује одређену старосну групу. У свакој фази је описао како деца развијају своје когнитивне вештине. На пример, веровао је да деца доживљавају свет кроз акције, представљајући ствари речима, логично размишљајући и користећи расуђивање.
За Пијажеа, когнитивни развој је био прогресивна реорганизација менталних процеса која је резултат биолошког сазревања и искуства животне средине. Веровао је да деца граде разумевање света око себе, доживљавају несклад између онога што већ знају и онога што открију у свом окружењу, а затим у складу са тим прилагођавају своје идеје. Штавише, Пијаже је тврдио да је когнитивни развој у средишту људског организма, а језик зависи од знања и разумевања стеченог когнитивним развојем. Највећу пажњу привукао је Пијажеов ранији рад.
Учионице усмерене на децу и „отворено образовање“ су директне примене Пијажеових ставова. Упркос свом огромном успеху, Пијажеова теорија има нека ограничења која је Пијаже и сам препознао: на пример, теорија подржава оштре фазе, а не континуирани развој (хоризонтална и вертикална декалажа).